# Кометти, Дзаккария
Дзаккария Кометти (итал. Zaccaria Cometti; 7 января 1937, Романо-ди-Ломбардия, Ломбардия — 2 апреля 2020, Романо-ди-Ломбардия, Ломбардия) — итальянский футболист, играл на позиции вратаря за «Аталанту» и «Тренто». По завершении игровой карьеры — тренер.

## Биография
Родился 7 января 1937 года в городе Романо-ди-Ломбардия. Воспитанник юношеских команд «Фиориты» и «Аталанты».
В профессиональном футболе дебютировал в 1957 году в составе «Аталанты». Постепенно навязал конкуренцию Пьерлуиджи Пиццабалле, и оба голкипера определённое время рассматривались как равнозначные претенденты на место в воротах команды на конкретную игру. В общем провёл в «Аталанте» 13 сезонов, приняв участие в 178 матчах Серии A. В сезоне 1962/63 завоевал кубок Италии, его команда обыграла «Торино» со счётом 3:1, хотя непосредственно в финальной игре ворота команды защищал Пиццабалла.
Завершал игровую карьеру в команде «Тренто», за которую выступал на протяжении 1970—1972 годов.
Начал тренерскую карьеру вскоре после завершения карьеры игрока, в 1975 году, вернувшись в «Аталанту», где стал работать с молодёжной командой. Через два года присоединился к тренерскому штабу первой команды «Аталанты», где в течение следующих 13 лет был ассистентом главного тренера. А в течение 1990—1992 годов отвечал за подготовку вратарей в этом же клубе.
Умер 2 апреля 2020 на 84-м году жизни в Романо-ди-Ломбардия от осложнений, связанных с коронавирусной болезнью COVID-19.